# Актуєсайський сільський округ
Актуєса́йський сільський округ (каз. Ақтүесай ауылдық округі, рос. Актуесайский сельский округ) — адміністративна одиниця у складі Уаліхановського району Північноказахстанської області Казахстану. Адміністративний центр — село Актуєсай.
Населення — 1114 осіб (2021; 1631 у 2009, 2384 у 1999, 3008 у 1989).
Станом на 1989 рік існували Калінінська сільська рада (села Актуєсай, Кузексай) та Чернігівська сільська рада (село Чернігівське).

## Склад
До складу округу входять такі населені пункти:
| Населений пункт | Старі назви  | Населення, осіб (1989) | Населення, осіб (1999) | Населення, осіб (2009) | Населення, осіб (2021) |
| --------------- | ------------ | ---------------------- | ---------------------- | ---------------------- | ---------------------- |
| Актуєсай, село  | -            | 1506                   | 1267                   | 885                    | 605                    |
| Кондибай, село  | Чернігівське | 1240                   | 829                    | 579                    | 401                    |
| Кузексай, село  | -            | 262                    | 288                    | 167                    | 108                    |